# Chironex fleckeri
|  | No s'ha de confondre amb Carybdea marsupialis. |

Chironex fleckeri (conegut popularment com a "vespa marina", "fibladora de mar" o simplement "cubomedusa") és una espècie de medusa de la classe Cubozoa, molt verinosa, nativa del nord d'Austràlia. El nom "cubomedusa" és molt informal, més aviat incorrecte; aquest terme es refereix a totes les cubomeduses, dels quals C. fleckeri només n'és una de les 19 espècies conegudes.
Aquesta espècie és famosa a causa del seu extrem verí. Als seus tentacles hi ha molta densitat de nematocists, la suficient per matar 60 humans adults en 3 minuts. És considerada la medusa més verinosa, un dels cinc animals més verinosos i un dels més perillosos de tot el món.

## Característiques
L'ombrel·la (cos principal) és gairebé quadrada, translúcida i de color blau i verd (això fa que sigui molt difícil de veure) de la qual surten 60 cilis o tentacles d'aproximadament 80 cm.

## Simptomatologia
Generalment, la fiblada passa inadvertida per les seves víctimes i no deixa lesions visibles. Als 20 minuts, apareixen els efectes: dolor intens a tot el cos, el ritme cardíac es triplica, la tensió sanguínia es duplica, normalment les víctimes moren d'una embòlia cardíaca.
Les víctimes també presenten dificultat per respirar, nàusees i vòmits, inflamació i dolors greus, batecs del cor lents i mort del teixit cutani. En el cas dels humans, si el verí penetra en el sistema sanguini, es pot produir la mort en menys de 3 minuts. El tractament amb vinagre disminueix la seva perillositat.
Segons un estudi del National Geographic, es tornen més mortíferes amb l'edat. Les joves, només tenen verí al 5% de les seves cèl·lules urticants, però les adultes en tenen al 50%, cosa que els permet caçar preses més grosses. Això no obstant, alguns animals en són immunes, com ara les tortugues de mar.